# Saint-Sulpice NE
| NE ist das Kürzel für den Kanton Neuenburg in der Schweiz. Es wird verwendet, um Verwechslungen mit anderen Einträgen des Namens Saint-Sulpice zu vermeiden. |

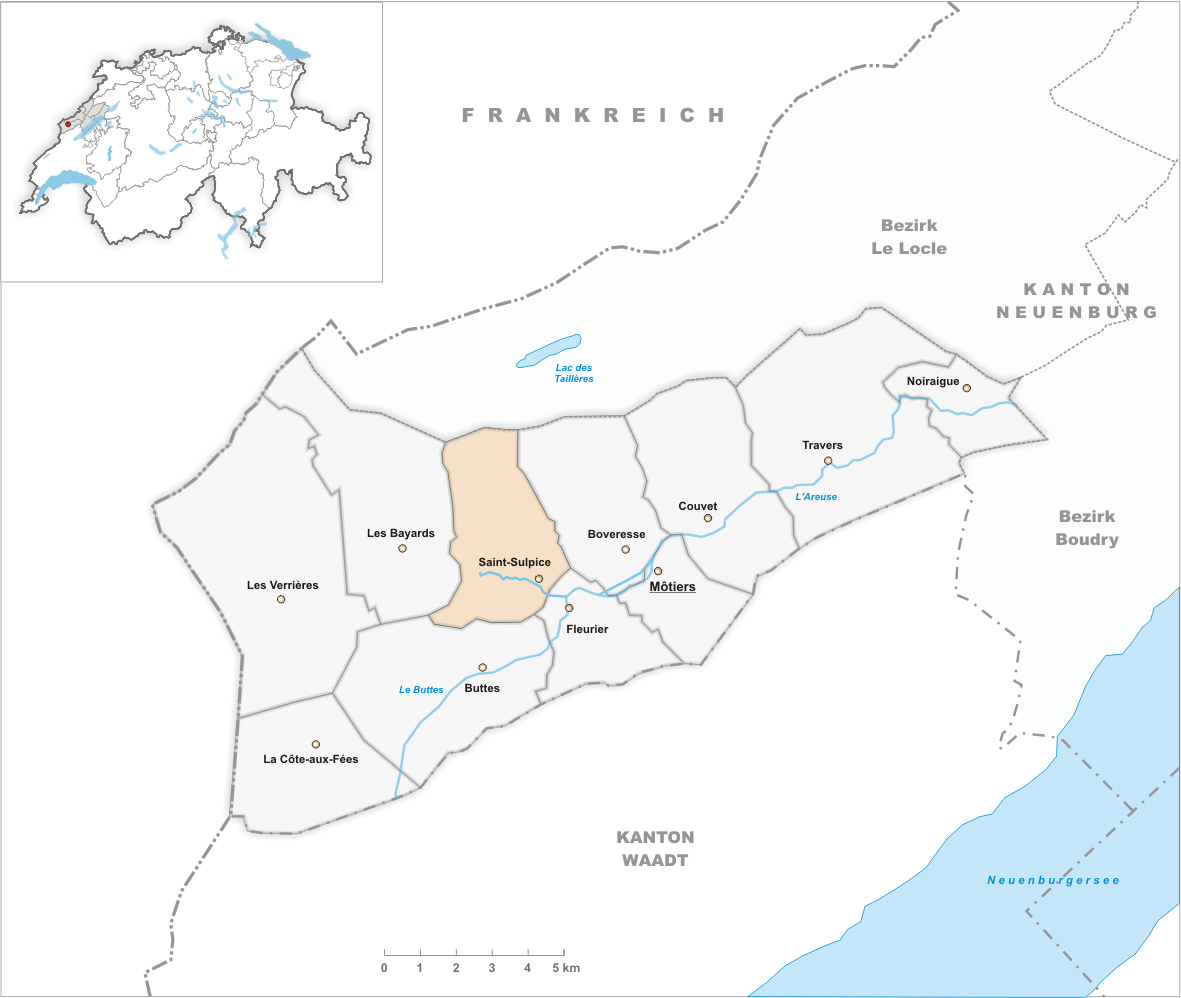
Gemeindestand vor der Fusion am 1. Januar 2009

Saint-Sulpice (NE) war bis zum 31. Dezember 2008 eine politische Gemeinde im Schweizer Kanton Neuenburg.
Seit dem 1. Januar 2009 gehört Saint-Sulpice zusammen mit Boveresse, Buttes, Couvet, Fleurier, Les Bayards, Môtiers, Noiraigue und Travers zur neu gebildeten Gemeinde Val-de-Travers.

## Geographie

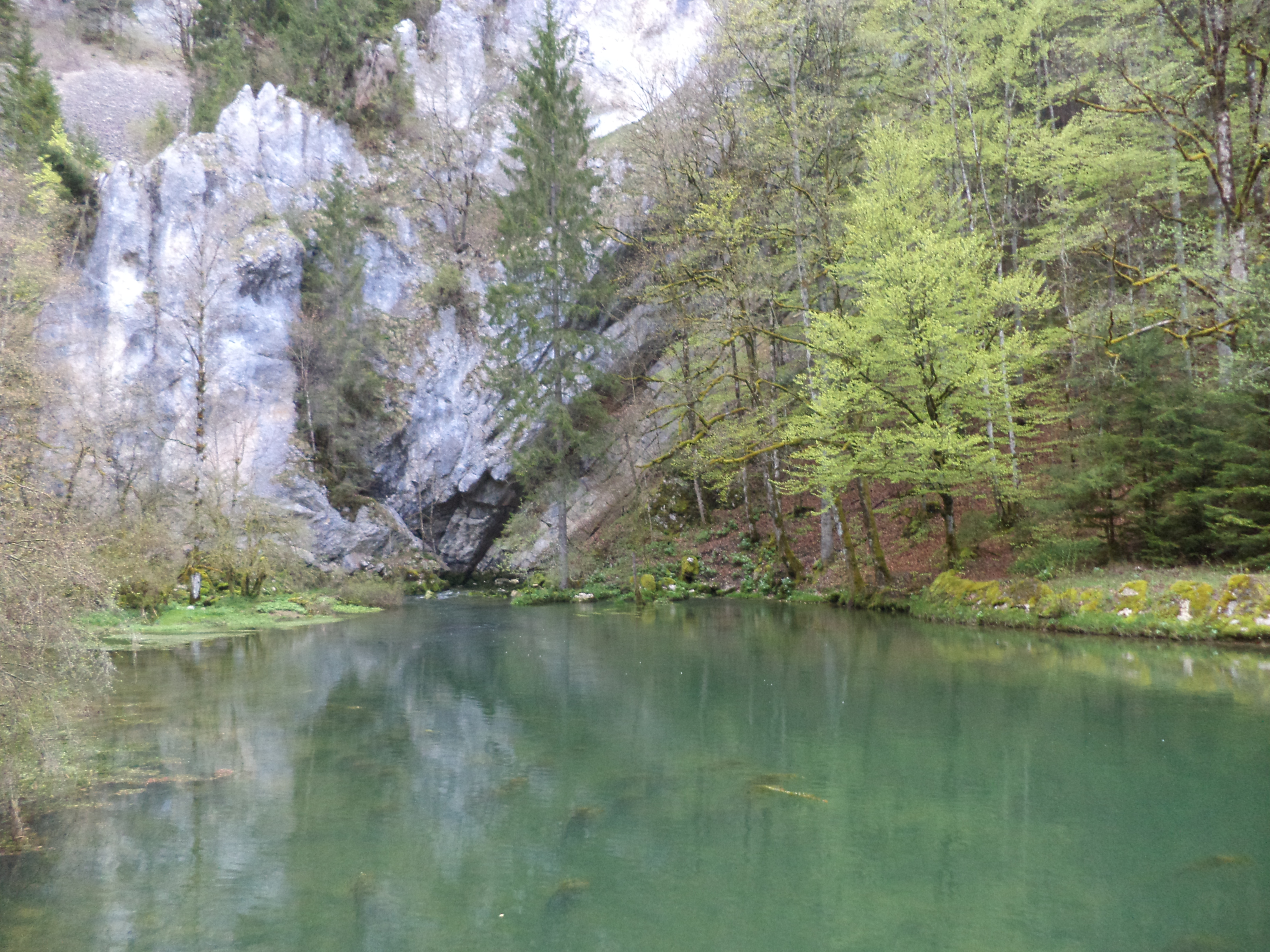
Karstquelle der Areuse

Saint-Sulpice liegt auf 754 m ü. M., 29 Kilometer westsüdwestlich der Kantonshauptstadt Neuenburg (Luftlinie). Das Dorf erstreckt sich entlang der Areuse in einem fast vollständig abgeschlossenen Talkessel, der nach Osten einen engen Ausgang in das Val de Travers hat, umgeben von den Höhen des südwestlichen Neuenburger Juras.
Die Fläche des 13,1 km² grossen ehemaligen Gemeindegebiets umfasst den gesamten Talkessel von Saint-Sulpice, an dessen Westende die Areuse (Source de l’Areuse) in einer Karstquelle (Vauclusetyp) entspringt. Der Talkessel ist rund 400 m in die umliegenden Jurahöhen eingetieft. Die östliche Grenze verläuft an der Engstelle bei der Aussichtskanzel Chapeau de Napoléon, wo die Areuse das Tal verlässt und in das breite Val de Travers eintritt. Im Süden reichte der Gemeindeboden auf die Antiklinale der Montagne de Buttes (bis 1184 m ü. M.). Nach Norden erstreckte sich das Gebiet über offene Hochflächen bis auf den Höhenzug, der das Vallée de la Brévine im Süden begleitet. Im Bois de la Baume wird mit 1241 m ü. M. der höchste Punkt von Saint-Sulpice erreicht. Besonders im nördlichen ehemaligen Gemeindegebiet befinden sich ausgedehnte Jurahochweiden mit den typischen mächtigen Fichten, die entweder einzeln oder in Gruppen stehen. Von der Gemeindefläche entfielen 1997 4 % auf Siedlungen, 57 % auf Wald und Gehölze, 38 % auf Landwirtschaft und rund 1 % war unproduktives Land.
Zu Saint-Sulpice gehörten die Weiler Les Parcs (1058 m ü. M.) und La Place Jeannin (1170 m ü. M.) auf den Jurahöhen nördlich des Dorfes sowie einige Einzelhöfe. Nachbargemeinden von Saint-Sulpice waren Les Bayards, La Brévine, Boveresse, Fleurier und Buttes.

## Geschichte
Das Gebiet von Saint-Sulpice war bereits in der Eisenzeit besiedelt. Es wurde eine Nekropole mit 86 Bestattungen freigelegt, die reiche Grabbeigaben enthielt. Die erste schriftliche Erwähnung des Ortes erfolgte 1228 unter dem Namen Sanctus Surpicius, um 1300 erscheint die Bezeichnung Saint Sulpis. Saint-Sulpice gehörte bis zum 14. Jahrhundert zum Priorat Saint-Pierre in Môtiers, danach unterstand es bis 1848 der Kastlanei Val-de-Travers. Während dieser Zeit hatte die Grafschaft Neuenburg die Oberhoheit über das Gebiet inne. Seit 1648 war Neuenburg Fürstentum und ab 1707 durch Personalunion mit dem Königreich Preussen verbunden. 1806 wurde das Gebiet an Napoleon I. abgetreten und kam 1815 im Zuge des Wiener Kongresses an die Schweizerische Eidgenossenschaft, wobei die Könige von Preussen bis 1848 (formell bis zum Neuenburgerhandel 1857) auch Fürsten von Neuenburg blieben.

## Bevölkerung
Mit 644 Einwohnern (Ende 2007) gehörte Saint-Sulpice zu den kleineren Gemeinden des Kantons Neuenburg. Von den Bewohnern sind 90,7 % französischsprachig, 2,7 % italienischsprachig und 2,5 % deutschsprachig (Stand 2000). Die Bevölkerungszahl von Saint-Sulpice stieg bis 1900 auf 1243 Einwohner, danach hat sie sich durch Abwanderung bis 1990 (569 Einwohner) halbiert, seither ist wieder ein leicht steigender Trend zu beobachten.

## Wirtschaft

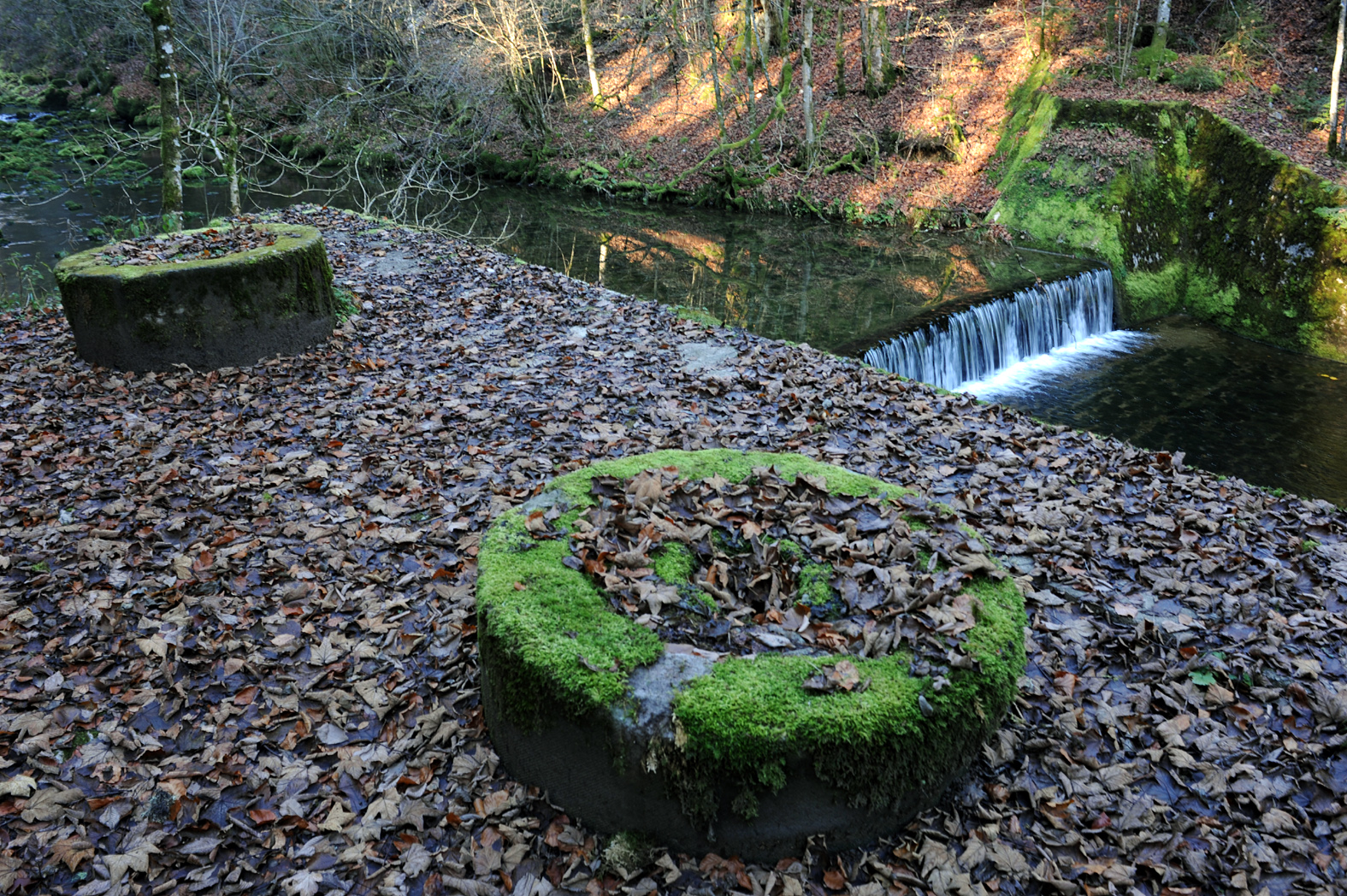
Schleifsteine zwischen Areuse und Rue de la Doux

Es ist urkundlich belegt, dass bereits 1337 die Wasserkraft der Areuse genutzt wurde um Wasserräder von Mühlen, Sägereien, Gerbereien, Giessereien und Schmieden anzutreiben. Dadurch wurde die benötigte Energie für Gerätschaften aller Art in die Gebäude transferiert. Dies prägte die Erwerbsstruktur des Dorfes für lange Zeit.
Der Müller Gustave Dubied baute ab 1877 seine grosse Getreidemühle zu einer Gesteinsmühle um. Er gründete die Fabrique Suisse de Ciment Portland - St. Sulpice. In wenigen Jahren stieg sein Betrieb zu den grössten Zementherstellern der Schweiz auf. Der Zement für den Bau des Bundeshauses (1884–1892) und des Simplontunnels (1898–1921) wurde von St. Sulpice geliefert. Die Abbaukosten für den zur Zementherstellung erforderlichen Mergel stiegen enorm. Es entstanden finanzielle Probleme die 1945 zur Schliessung des Betriebes führten.
Ab 1885 wurde Holzschliff, was zur Herstellung von Papier erforderlich ist, hergestellt. Das Holz wird auf rotierende Schleifsteine gepresst und dadurch zerfasert. Dieser Betrieb wurde erst 1968 eingestellt. Seit 1945 wird Champignonzucht betrieben. Auf den Jurahöhen dominieren die Viehzucht und Milchwirtschaft sowie der Holzhandel. Viele Erwerbstätige sind heute Wegpendler, die in den grösseren Dörfern des Val de Travers arbeiten.

## Kraftwerke
In Saint-Sulpice bestehen seit 1886 zwei Wasserkraftwerke. Diese wurden 1908 modernisiert und können auf einem beschilderten Rundgang besichtigt werden Die beiden Werke sind noch betriebsbereit.
1970 übernahm die 1907 gegründete Electricité Neuchâteloise SA (ENSA) die beiden Werke. Am 1. Januar 2005 fusionierten die ENSA und die Freiburgischen Elektrizitätswerke (FEW) zum Energieversorgungsunternehmen Groupe E, mit Sitz in Granges-Paccot im Kanton Freiburg.
1988 wurde das Wasserkraftwerk St. Sulpice in Betrieb genommen. Erstellt und betrieben wird es durch die Groupe E. Mit einer Fallhöhe von 39 m durchströmt das Wasser die Turbinen. Diese erzeugen eine Jahresleistung von 9 GWh.

## Verkehr
Die ehemalige Gemeinde ist verkehrsmässig gut erschlossen. Sie liegt unterhalb der Hauptstrasse von Neuenburg über den Grenzübergang Les Verrières nach Pontarlier in Frankreich. Diese umfährt das Dorf am nördlichen Hang des Talkessels von Saint-Sulpice, um die starke Steigung vom Talboden des Val de Travers auf die Höhe bei Les Verrières zu überwinden. Die am 25. Juli 1860 eröffnete Eisenbahnlinie von Auvernier nach Les Verrières hatte, da sie sich hoch über Saint-Sulpice befindet, im Ort nie eine Haltestelle. Das Dorf wurde erst am 24. September 1883 mit der Einweihung der Tallinie Travers – Saint-Sulpice an das Eisenbahnnetz angebunden. Mittlerweile ist der letzte Abschnitt von Fleurier nach Saint-Sulpice aber stillgelegt und durch die Buslinie von Fleurier nach Les Verrières (und teilweise weiter bis nach Pontarlier) ersetzt worden.

## Sehenswürdigkeiten
Der heutige Bau der reformierten Kirche mit einem ovalen Schiff stammt von 1821. In Saint-Sulpice befindet sich das 1994 gegründete Ecomusée de la Haute-Areuse, das sich mit der industriellen Entwicklung des Dorfes befasst. Eine Natursehenswürdigkeit bildet die Karstquelle der Areuse.

## Persönlichkeiten
- Charles-Daniel de Meuron (1738–1806), Offizier in fremden Diensten und Militärunternehmer in holländischen und britischen Diensten sowie britischer Generalleutnant
- Pierre-Frédéric de Meuron (1746–1813), Offizier in fremden Diensten, Militärgouverneur von Ceylon und Generalleutnant